# Christian Simon (auteur)
Pour les articles homonymes, voir Christian Simon et Simon.
Christian Simon, né le 3 septembre 1973 à Rocourt (province de Liège), est un écrivain, chroniqueur et scénariste de bande dessinée belge.

## Biographie
Christian Simon naît le 3 septembre 1973 à Rocourt. Il étudie à l’Université de Liège et obtient une licence en arts et sciences de la communication, orientation cinéma et arts audiovisuels. Pendant ses études, il fait la rencontre de Fuat Erkol avec qui il se lance dans l'écriture de scénarios de bande dessinée. Ensemble, ils publient le premier tome de La Marque du démon dessiné par Franco Pilotta aux Éditions Albin Michel en 2004, puis le diptyque Lenny Valentino, un polar dessiné par Guillaume Poux publié dans la collection « Grand Angle » aux éditions Bamboo. Ils poursuivent leur collaboration avec la publication du premier volet d’un diptyque, Awrah en 2009. Cette réalisation est un genre de conte oriental illustré par Ana Luiza Koehler et dont la mise en couleur est réalisée par Raives et publié aux éditions Daniel Maghen. Il a recours à la plateforme de financement participatif Ulule pour Le Dernier Printemps dessiné par Fabrizio Cosentino en 2020. C'est l'histoire d'Aeka, une héroïne japonaise de quinze ans qui sauve la vie de Saito, un paysan qui quitte sa ferme natale en quête d’aventures (Kamiti, 2 tomes).

### Autres activités
Comme passionné de cinéma, de science-fiction et fantasy, il écrit pour la revue Khimaira et contribue au site d’information sur le monde de la bande dessinée Auracan avec des critiques de bande dessinée.
Il est aussi écrivain de livres jeunesse.

### Vie privée
Il vit à Liège en 2006.

## Publications

### Littérature d'enfance et de jeunesse
- Christian Simon (ill. Lisbeth Renardy), Samuel a peur du noir, Bruxelles, Alice éditions, coll. « Histoires comme ça » (no 47), mai 2005, 32 p., ill. ; 26 cm (ISBN 2-87426-022-3, présentation en ligne)
- Valérie Frances et Christian Simon (ill. Sophie Léta), Brûlot le dragonneau, Saussay-la-Campagne, Argemmios, coll. « Bouts d'cailloux » (no 4), 26 avril 2011, 32 p., ill. ; 20 cm (ISBN 978-2-919049-03-5, présentation en ligne)

### Nouvelles
- Un, deux, ne ferme pas les yeux...[18], 2004 (Nouvelle)
- D'une gare à l'autre[18], 2004 (Nouvelle)
- Catharsis[18], 2005 (Nouvelle)
- Oubli[18], (Nouvelle, Facettes d'Imaginaire, anthologie, 2007)
- Gare au Mordille ![18] (Gabriel Féraud) , 2007 (Nouvelle, Black Mamba no 8, automne 2008)
- Vivre[18], (Nouvelle, Aube & Crépuscule, anthologie composée par Magali Duez, Griffe d'encre, 2008  (ISBN 9782917718032))
- L'Air du temps[18], in Malpertuis II, anthologie dirigée par Thomas Bauduret, Éditions Malpertuis, 2010  (ISBN 9782917035160))
- Zanatany[18], in Malpertuis III, anthologie dirigée par Thomas Bauduret, Malpertuis, 2011  (ISBN 978-2-917035-20-7)).

### Publications dans revues et journaux
- John Howe[19] (Dominique Begon et Valérie Frances) (Entretien, Khimaira no 1, janvier-mars 2005)
- Dan Simmons, un auteur aux dents longues[19] (Valérie Frances) (Article, Khimaira no 1, janvier-mars 2005)
- Les Cantos d'Hypérion[19] (Article, Khimaira no 3, juillet-septembre 2005)
- Dragons, le feu à l'écran ![19] (Article, Khimaira no 6, avril-juin 2006)
- Lucius Shepard, l'étonnant voyageur[19] (Gabriel Féraud) (Entretien, Khimaira no 7, juillet-septembre 2006)
- Fantastic'arts : Hideo Nakata for President ![19] Voir Critiques de Khimaira - Films
- Fullmetal Alchemist, un Shônen en or ![19] Voir Critiques de Khimaira - Bandes dessinées
- Ma sorcière mal-aimée[19] Voir Critiques de Khimaira - Films
- Monster : la beauté du mal[19] Voir Critiques de Khimaira - Films
- Le Retour des Méchas ![19] Voir Critiques de Khimaira - Films
- Ring : histoire de fantômes japonais[19] Voir Critiques de Khimaira - Films
- Sélection Anime[19] Voir Critiques de Khimaira - Films
- Sélection DVD[19] Voir Critiques de Khimaira - Films
- Une année animée ![19] Voir Critiques de Khimaira - Films
- Vent nouveau sur las animes[19] Voir Critiques de Khimaira - Films

## Prix et récompenses
- 2019 :  prix Bulles de cristal[20] catégorie 11-14 ans pour Aeka t. 1 Hiver rouge, partagé  avec Fuat Erkol et Fabrizio Cosentino.

#### Livres
: document utilisé comme source pour la rédaction de cet article.
- Jacques Fiérain, « Simon, Christian », dans La BD dans la province du Hainaut, Charleroi, Éd. l'Âge d'or, septembre 2006, 96 p., ill. ; 31 cm (ISBN 9782960046458 et 2960046455, OCLC 469651838, présentation en ligne), p. 68.
- Philippe Mellot, Michel Denni, Laurent Turpin et Isabelle Morzadec, Trésors de la bande dessinée : BDM 2025-2026 - Catalogue encyclopédique et Argus, Paris, Les Arènes, novembre 2024, 24e éd., 1839 p., ill. ; 23 cm (ISBN 979-10-37512-61-1, OCLC 1478218824, présentation en ligne), p. 25, 120, 474, 825, 897, 955. .

### Interviews
- Fuat Erkol, Christian Simon et Guillaume Poux (interviewés par Yannick Chazareng), « Rencontres BD : Fuat Erkol, Christian Simon et Guillaume Poux », Avoir à lire,‎ 26 octobre 2006 (lire en ligne, consulté le 27 janvier 2025).
- Fuat Erkol et Christian Simon (interviewés par Alexis Seny), « Aeka, une héroïne japonaise sur qui la BD franco-belge doit compter: « Donner envie au lecteur de trembler pour elle » », Branchés Culture,‎ 15 mai 2020 (lire en ligne, consulté le 27 janvier 2025).